# Atomlaser
Ein Atomlaser ist die Quelle eines kohärenten Teilchenstrahls, bestehend aus Atomen.
Grundlage für einen Atomlaser bildet das Bose-Einstein-Kondensat, eine Wolke von identischen, bosonischen Atomen, die sich sämtlich im quantenmechanischen Grundzustand befinden und durch eine gemeinsame Wellenfunktion beschrieben werden. Durch eine magnetische Falle wird es an einem Ort gehalten. Durch einen Radiofrequenzstrahl wird ein Leck im Magnetkäfig erzeugt, und angetrieben durch die Schwerkraft entweicht ein kohärenter Materiestrahl. 
Die Bezeichnung „Atomlaser“ ist etwas irreführend, da zum einen Laser im herkömmlichen Sinne elektromagnetische Strahlung emittieren, und zum anderen herkömmliche Laser-Mechanismen wie stimulierte Emission und Besetzungsinversion beim Atomlaser keine Rolle spielen.
Gegenwärtig sind Atomlaser Gegenstand der Grundlagenforschung. Künftige Anwendungen könnten in den Gebieten der Atominterferometrie, der Nanostrukturierung und der Präzisionsmessungen liegen.
Der Physiker Wolfgang Ketterle hat 1997 erstmals einen Atomlaser realisiert, welcher mit in der Begründung für den Nobelpreis 2001 angeführt wird.